# Camp Bondsteel

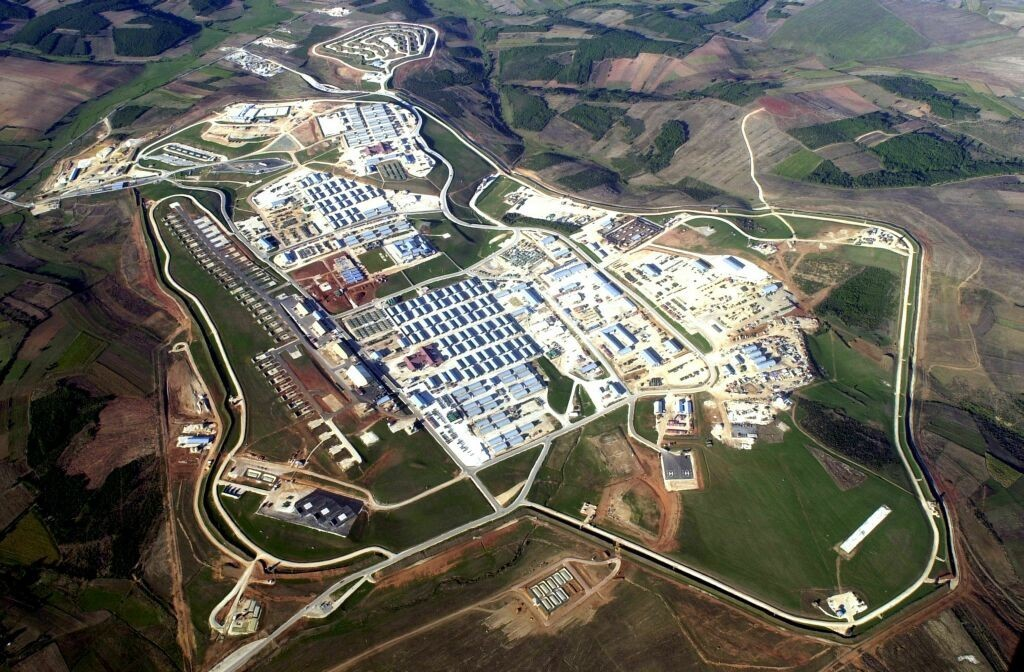
A támaszpont madártávlatból

Camp Bondsteel az amerikai hadsereg KFOR irányítása alatt álló koszovói főbázisa. Uroševac mellett helyezkedik el Kelet-Koszovóban, a bázis NATO főhadiszállásként szolgál az MNTF-E-nek (többnemzeti harcászati kötelék). A létesítmény a kitüntetett vietnámi háborús veterán James L. Bondsteelről kapta nevét.
A bázisról tudni lehet, hogy katonai felszerelések sorát tárolja, az AH-64-es támadóhelikopterektől kezdve, más páncélozott szárazföldi járművekig.[forrás?]

## Épületei
A bázis területén több épület kap helyet, szolgálván a katonákat és a civil alkalmazottakat akik itt élnek és dolgoznak. Találni itt többek közt kétemeletes üzletet (választék: DVD-k, CD-k, TV-k, telefonok, könyvek, kisebb bútorok, ételek, stb.), kórházat (talán a legjobbat Koszovóban), filmszínházat, három tornatermet, két szórakoztató központot (internetkapcsolattal, biliárdasztallal, videojátékokkal) továbbá két kápolnát különféle vallási szolgáltatásokkal és foglalkozásokkal, két nagyobb élelmezőépületet, tűzoltó-állomást, Burger Kinget, Taco Bell-t, két borbélyszalont, két helyi lakosokat alkalmazó mosodaépületet, két sajtóépületet, varrodát, valamint futball pályát.